# Greenfields (Barry Gibb)
Greenfields (sottotitolato The Gibb Brothers Songbook, Vol. 1) è il terzo album in studio da solista del cantautore britannico-statunitense Barry Gibb, pubblicato nel 2021.

## Tracce
Tutte le tracce sono state scritte da Barry Gibb, Robin Gibb e Maurice Gibb, eccetto dove indicato.
1. I've Gotta Get a Message to You – 3:15 – con Keith Urban
2. Words of a Fool – 3:48 (Barry Gibb) – con Jason Isbell
3. Run to Me – 3:22 – con Brandi Carlile
4. Too Much Heaven – 3:40 – con Alison Krauss
5. Lonely Days – 3:44 – con Little Big Town
6. Words – 3:12 – con Dolly Parton
7. Jive Talkin' – 3:58 – con Miranda Lambert & Jay Buchanan
8. How Deep Is Your Love – 4:26 – con Little Big Town & Tommy Emmanuel
9. How Can You Mend a Broken Heart – 3:26 (Barry Gibb, Robin Gibb) – con Sheryl Crow
10. To Love Somebody – 3:55 (Barry Gibb, Robin Gibb) – con Jay Buchanan
11. Rest Your Love on Me – 4:02 (Barry Gibb) – con Olivia Newton-John
12. Butterfly – 3:43 – con David Rawlings & Gillian Welch

## Classifiche
| Classifica (2021) | Posizione massima |
| ----------------- | ----------------- |
| Australia         | 1                 |
| Regno Unito       | 1                 |
| Stati Uniti       | 15                |